# Spanish Movie
Spanish Movie es una película española de género de parodias del año 2009 dirigida por Javier Ruiz Caldera y escrita por Paco Cabezas. Se trata de la primera película española de este género, del estilo de Scary Movie o Airplane!, así como la primera película de Javier Ruiz Caldera.
La producción parodia éxitos de taquilla españoles como Los otros (2001), [REC] (2006), El orfanato (2007), Mar adentro (2004), Alatriste (2006), o El laberinto del fauno (2006). El rodaje dio comienzo el 23 de febrero de 2009 en Barcelona y finalizó el 29 de abril de 2009. Se estrenó en cines el 4 de diciembre de 2009. La película cuenta con la presencia de Leslie Nielsen, quien apareció por primera y única vez en una película española con un cameo, aparte de ser la última película en la que aparecería dicho actor antes de su fallecimiento, en noviembre de 2010. Además salió en un tráiler de dicha película junto a Chiquito de la Calzada. También aparece Joselito, tras 40 años sin hacer una película.
La película logró recaudar algo más de 7 millones y medio de euros y causó diferencias de opiniones entre la crítica profesional. Llegó a ser nominada a dos Premios Goya en 2010 a la mejor canción original por Spanish song y a los mejores efectos especiales.
Fue la última película hecha por Sogepaq antes de ser absorbida y adquirida por Vídeo Mercury Films

## Argumento
Ramira es la encargada de cuidar a los niños de Laura, Simeón y Ofendia. Accidentalmente asesina a Simeón, un niño fotofóbico, dejándole salir a la luz del sol, así que Ramira decide mentir al respecto sobre la desaparición de Simeón.
Véase también: Anexo:Personajes de Spanish Movie

## Reparto
Personajes Principales
- Alexandra Jiménez - Ramira. Llega a la mansión para trabajar, y enseguida tiene problemas con el hijo.[7]
- Silvia Abril - Laura San Antón. Tiene muy mal carácter, es desconfiada, y debe soportar a un hermano inválido (Pedro), además de añorar a su marido (Alatriste) y buscar a su hijo desaparecido (Simeón).[7]
- Carlos Areces - Pedro San Antón. En su juventud fue un psicópata; ahora está postrado en la cama. Está prendado de Ramira, pinta e intenta suicidarse constantemente.[7]
- Joaquín Reyes - Fauno. Ruidoso, con poca gracia y nula magia.[7]
- Eduardo Gómez - Diego Miranda. Es el marido de Laura que se encuentra en la guerra.[7]
- Michelle Jenner - Hada
- Óscar Lara - Simeón Miranda San Antón. Sufre fotofobia y muere asesinado accidentalmente por Raimunda al dejarle esta salir a la luz del sol.[7]
- Laia Alda - Ofendia Miranda San Antón. Tiene como especialidad la maldad que pasa de la desaparición de su hermano.[7]
- Juana Cordero - Gerarda
- Joselito - El José
- Teresa Lozano - Maligna Escobedo
- Luis Zahera - Antonio
- Clara Segura - Raimunda

Cameos
- Julián López - Hombre en el bar
- Ernesto Sevilla - Hombre en el bar
- Raúl Cimas - Hombre en el bar
- Leslie Nielsen - Dr. Nielsen
- Leticia Dolera - Reportera Ángela Vidal
- Paco Plaza - Municipal Sergio
- Jaume Balagueró - Bombero Manu
- Berto Romero - Pitufo
- Jordi Vilches - Bacala
- Lorena Castell - Juani C.
- Andreu Buenafuente - Gnomo
- Carmen Ruiz - Agustica
- Juan García Amén - Él mismo
- Nacho Vidal - Él mismo
- Chiquito de la Calzada - Él mismo
- Alejandro Amenábar - Reflejo en espejo
- Juan Antonio Bayona - Alfrodo
- Belén Rueda - Laura San Antón (Joven)
- Sergio G. Sánchez - Papoya el Marino
- Fernando Gil - Barman
- Fermí Fernández - Reportero
- David Fernández - Comisario Alpedrete
- Álex de la Iglesia - Trilero

Voces de doblaje
Doblaje:
- Camilo García - Voz de Doctor. Nielsen en español
- Miguel Ángel Jenner - Tráiler / Voz de "Los lunes alcohol"
- José María del Río - Anuncio de autónomos

## Producción
Spanish Movie apareció en un momento en que ya era muy conocido el género spoof movie, por lo que, como ellos mismos afirmaron, era prácticamente imposible innovar en ese campo. 

No podemos presumir de ser originales, todo el mundo ha pensado alguna vez en hacer algo parecido. El único mérito, que es además razón por la cual estamos a punto de estrenar la película, es porque Francisco Sánchez que le puso el título, tras un festival de San Sebastián, me llamó y me dijo: "Tío, vamos a hacerla".
Eneko Lizarraga, coproductor de Spanish Movie

Así que decidieron, por tanto, que las películas parodiadas debían cumplir con un par de premisas preliminares: 

La primera que hubieran conquistado una cantidad importante de espectadores y la segunda es que de esa lista debían desaparecer las comedias de éxito.
Eneko Lizarraga, coproductor de la película

Después de empezar a escribir el guion, los productores de la película escogieron a Javier Ruiz Caldera para dirigir la película, dado el hecho de que estos quedaron satisfechos tras el visionado de Treitum, un cortometraje muy premiado del director catalán. Javier Ruiz Caldera asumió el cargo de director prontamente. 

A veces estas cosas pasan, recibes una llamada de un número desconocido, descuelgas y se presentan unos señores productores para ofrecerte dirigir una película. Una semana después me encontré metido de lleno en el "embolao", y esos productores se convirtieron en mi segunda familia.
Javier Ruiz Caldera, director de Spanish Movie

Toda la producción de la película es española: la adaptación de los guiones, el vestuario, el reparto y los efectos. Pero la música se hizo en Budapest, en Hungría, puesto que la productora de la película Think Studios ordenó que la música se creara en Hungría por la buena calidad de música que existe en ese país.

## Parodias
- Campanilla: El hada del Fauno, cuando grita "Cuidado, amo, no se fíe, esa niña está loca".
- Playmobil: El muñeco tratando de conseguir uno con el Hada.
- Mar adentro: El personaje de Pedro.
- Los otros: El personaje de Laura[10] y Simeón cuando se quema.
- El orfanato: Trama de la película.
- Los lunes al sol: Cuando salen anuncios en la tele de Ramira.[10]
- Mar adentro: Trama de la película y cuando Pedro vuela junto a Ramira y Simeón.
- Volver: El personaje de Ramira,[10] cuando Ramira invita a Ofendia a su casa, y cuando van a Alpedrete de los Almodovares.
- El laberinto del fauno: Los personaje de Fauno y hada.[10]
- Abre los ojos: El personaje de Pedro, cuando se reflejaba en el espejo, cuando sale a la calle y se encuentra en la azotea.
- Alatriste: El personaje del marido, cuando Laura lo encuentra entre la niebla.[10]
- REC: En la parte en que Laura se cae en el baño y aparece la periodista Ángela Vidal con su equipo de cámaras y un moco en su nariz
- No es país para viejos: Cuando Pedro cuenta su pasado,[10] se abrocha los pantalones, y cuando se dispara en la pierna.
- Superman: The Movie: Cuando Pedro vuela hasta la azotea.
- El milagro de P. Tinto: Cuando Pedro tiene el accidente va con una bombona de butano, como Pablo Pinedo durante toda la película de Javier Fesser.
- El ángel exterminador: Los personajes del anuncio no pueden salir del bar.[10]
- Yo soy la Juani: Cuando Laura va a buscar Alatriste se encuentran a la Juani y a Dani entre la niebla.
- Al problema de Carlos Sainz en el mundial de 1998 con la mítica frase "¡Trata de arrancarlo!".

## Cameos de actores y directores
- Leslie Nielsen: Cuando Álex de la Iglesia pregunta si hay algún médico.
- José Jiménez Fernández "Joselito": Cuando sustituye a Simeón.
- Álex de la Iglesia: Cuando Laura le pregunta a los habitantes de Alpedrete de los Almodovares.
- Belén Rueda: (Protagonista de El Orfanato) Cuando ambas Lauras se encuentran mientras buscan a su respectivo hijo.
- Espinete: Cuando el policía les cuenta el pasado de Maligna Escobero.
- Alejandro Amenábar: (Director de Mar adentro, Los otros y Abre los ojos) Cuando Pedro se refleja en el espejo al contar su pasado.
- Jaume Balagueró y Paco Plaza: (Directores de REC) Parte en la que Laura se cae en el baño, son el bombero y el policía respectivamente.
- Berto Romero: Cuando Ofendia pone al hada en una casita de muñecas el hada se lo encuentra como un Pitufo.
- Andreu Buenafuente: Aparece como David el gnomo sentado junto con el pitufo.
- Chiquito de la calzada: En los créditos finales y retratado en un cuadro de la casa.
- Juan Antonio Bayona: (Director de El Orfanato) Cuando Laura mira el álbum de fotos de Diego.
- Sergio G. Sánchez: (Guionista de El Orfanato) Cuando el policía les cuenta el pasado de Maligna Escobero.
- Muchachada Nui: Joaquín Reyes, Raúl Cimas, Julián López, Carlos Areces y Ernesto Sevilla hicieron un cameo en un anuncio de TV en una escena de la película, parodiando Los lunes al sol.

## Críticas
Muchos de los directores de las películas parodiadas se pusieron bastante contentos. Algunos ejemplos son: a Juan Antonio Bayona además de hacerle gracia todo lo referente a El orfanato, vino al pase con su madre, y confesó que hacía años que no se reía tanto. Alejandro Amenábar no se metió para nada con lo referente a Mar adentro. Álex de la Iglesia nunca había hecho nada parecido, y estaba muy contento, y Jaume Balagueró y Paco Plaza querían más.
La de críticos especializados ha estado bastante dividida, muestra de ello es que Carlos Boyero de El País dijese: "Espero en vano durante 85 minutos muy largos que aparezca un gag, una idea, un chiste, un diálogo, un personaje, que me arranquen no ya la siempre venturosa carcajada, sino tan sólo la agradecible sonrisa", mientras que Carlos Marañón de Cinemanía dijera: "Una de las ideas más brillantes que ha dado el cine español en mucho tiempo. Por una vez, la españolización de una idea ajena no huele a rutinario, a algo televisivo".
La película tiene una recepción de 4.2 sobre 10 en el sitio especializado de películas IMDb, basado en la opinión de 2,448 usuarios.

## Taquilla
Se estrenó el 4 de diciembre de 2009 la película más taquillera en sus dos primeros fines de semana, consiguiendo durante ese periodo 4.946.151 euros y 789.855 espectadores. Terminó el año 2010 con 6.635.295,96 euros recaudados ocupando el quinto puesto de las películas españolas y el 24 del global más taquilleras durante ese año siendo vista por 1.072.280 espectadores. El fin de semana del 8 al 10 de enero de 2010 fue el último en el que estuvo en el top 20 con un acumulado de 7.539.063 euros y 1.216.210 espectadores.

## Vídeo doméstico
Fue estrenada en DVD el 5 de mayo de 2010 por 20th Century Fox Home Entertainment (vía Sogepaq Vídeo) y fue el último estreno de Sogepaq Vídeo (la absorbería Vídeo Mercury Films) y está disponible en Amazon Prime Video y en Mitele.

## Televisión
Su estreno en televisión se produjo el 8 de octubre de 2010, siendo la película emitida por el canal de pago Canal+.
Para el estreno en abierto, el grupo Mediaset España, en el que se integra la productora de la película, eligió el canal Cuatro. La película se estrenó el 5 de septiembre de 2012 con una gran acogida, ya que obtuvo un 15.3% de cuota de pantalla y 2.521.000 espectadores, convirtiéndose así en la emisión más vista del día, y superando ampliamente la media de la cadena (que ese día obtuvo un 6,4%). Además, durante la emisión de la película, el hashtag #SpanishMovie fue trending topic en España. Una semana más tarde, el 11 de septiembre, el canal FDF volvió a emitir la cinta, que volvió a ser la emisión más vista del día, esta vez entre las temáticas TDT, con una audiencia de 836.000 espectadores y un 4,8% de cuota de pantalla. El 4 de mayo de 2013 se emite en Prime Time en la cadena Cuatro.